# 利兰·梅里尔
利兰·梅里尔（英語：Leland Merrill，1920年10月4日—2009年7月28日），美国男子摔跤运动员。他曾代表美国参加1948年夏季奥林匹克运动会摔跤比赛，获得男子自由式次中量级铜牌。